# ريتشارد هيلز (سياسي)
ريتشارد هيلز (بالإنجليزية: Richard Hills)‏ هو سياسي نيوزلندي، ولد في 1985. حزبياً، نشط في حزب العمال النيوزيلندي.